# Manuel Ferrol

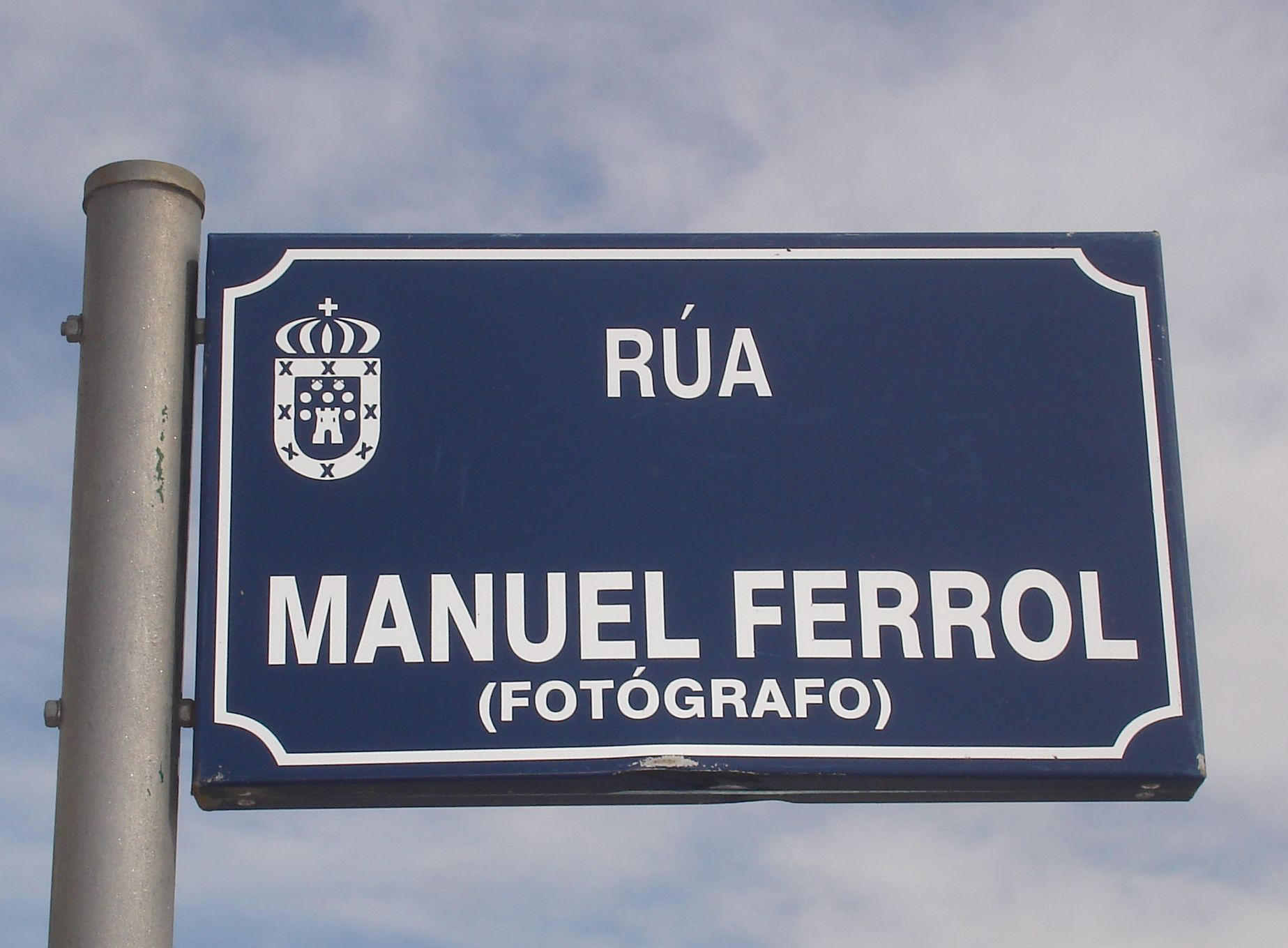
En Carral le han dedicado una calle.

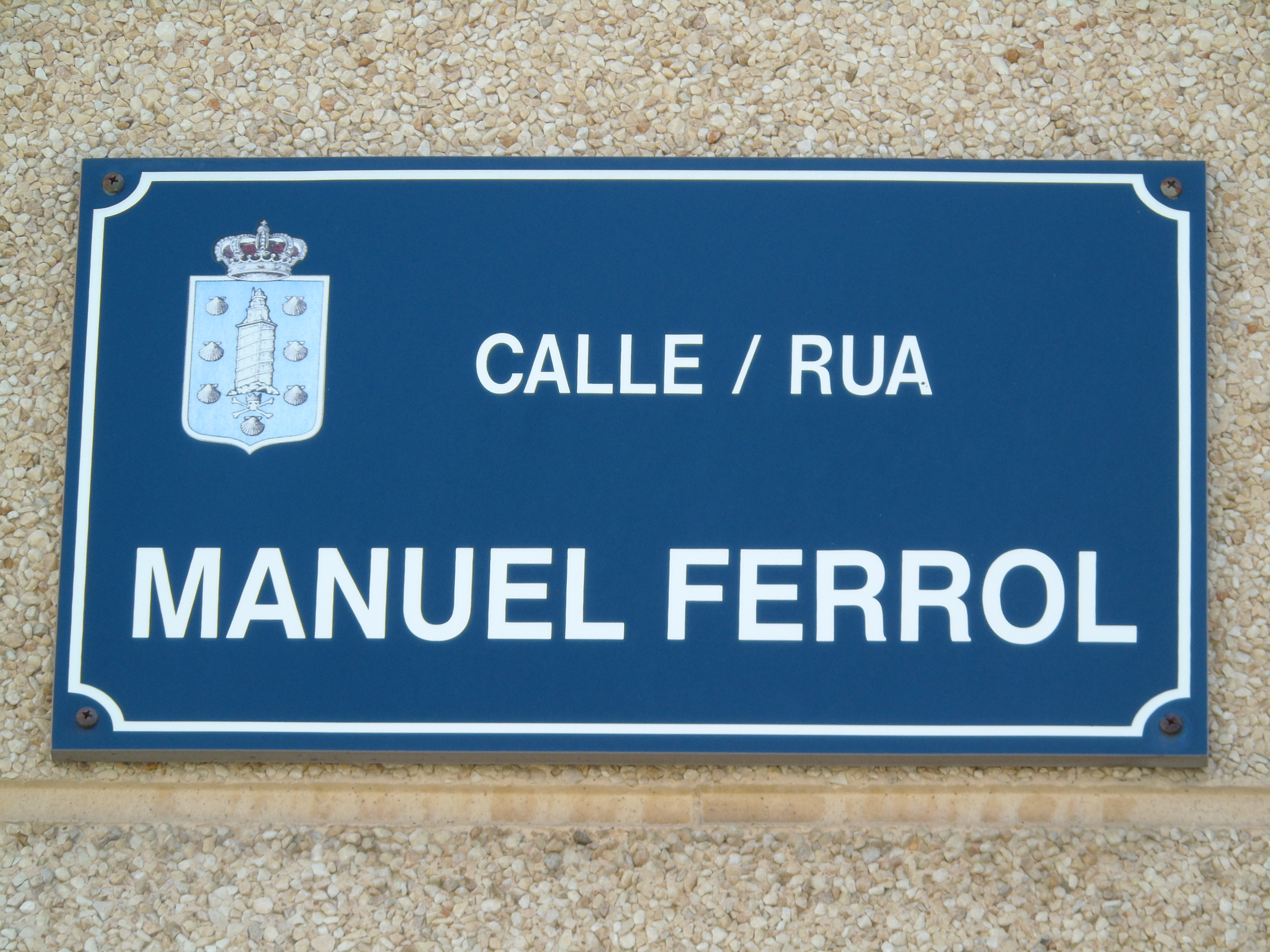
Calle Manuel Ferrol en La Coruña.

Manuel Ferrol (28 de diciembre de 1923 - 28 de febrero de 2003) fue un fotógrafo español que realizó su actividad profesional en Galicia.
Nació en Cabo Vilán en plena Costa de la Muerte. Su padre era farero por lo que vivió en diversas localidades durante su infancia y adolescencia. Cursó sus estudios de bachillerato en Vigo. Comenzó a interesarse por la fotografía como aficionado y Juan Castuera fue su primer maestro. Con 27 años abrió un estudio fotográfico en Betanzos, tres años después se dedicó a la fotografía de retrato en Ferrol y en 1955 se instaló en La Coruña, en estas ciudades estuvo participando en las actividades de sus respectivas agrupaciones fotográficas.
En 1953 la Armada de los Estados Unidos le encargó un reportaje sobre su estancia en el puerto ferrolano lo que tuvo cierta influencia en el premio que recibió de la Asociación de artistas de La Coruña. Sin embargo, el reportaje que le dio la mayor relevancia fue el encargado por el Instituto Español de Emigración en 1957 sobre las despedidas entre los emigrantes y sus familias en el puerto de La Coruña cuando embarcaban con destino a Argentina.
Este reportaje lo realizó el 27 de noviembre de 1957 durante la salida del transatlántico Juan de Garay y está considerado como un buen ejemplo de emotividad fotográfica convirtiéndose en una imagen icónica sobre la emigración española, a pesar de que algunos rostros aparecen desenfocados y las fotografías presentaban con frecuencia otras carencias de tipo técnico.
La fotografía más conocida del reportaje representa a un padre y su hijo llorando y sus protagonistas fueron identificados años después como Xan y Xurxo Calo de Finisterre. Su relevancia la obtuvo fuera de España al publicarse en Ruedo Ibérico como una foto de denuncia contra el régimen político de Francisco Franco; en ella aparecía como realizada por un autor desconocido, ya que la autoría de Manuel Ferrol la dio a conocer la revista Foto en los años ochenta del siglo XX. En 2010 se ha realizado una exposición del reportaje en Buenos Aires que era el destino del viaje.
Desde 1958 trabajó como corresponsal de Televisión Española y otro reportaje menos conocido fue el que realizó durante el secuestro realizado por el Directorio Revolucionario Ibérico de Liberación en 1961 del trasatlántico Santa María, siendo el único fotógrafo que consiguió una imagen de los casquillos de los proyectiles empleados en su asalto. En 1965 entró a formar parte de la plantilla del NO-DO por lo que compatibilizó la fotografía con el cine. Durante el gobierno de Francisco Franco realizó numerosas fotografías del mismo en sus estancias en Galicia y de su yate Azor; aunque nunca fue nombrado como fotógrafo oficial disponía de libertad de movimientos para realizar fotografías en las residencias de Franco.